# Heinrich Krafft
Heinrich "Gaudi" Krafft (13. srpna 1914 Bílina v Čechách – 14. prosince 1942 Bělý, Rusko) byl stíhací pilot Luftwaffe, patrně nejúspěšnější letecké eso druhé světové války pocházející z Českých zemí, tzv. Sudetský Němec; před vypuknutím 2. sv. války tedy československý občan. 
V rozmezí let 1939 a 1942, kdy padl, sestřelil 78 spojeneckých, zejména sovětských letounů, přičemž odlétal více než 350 bojových letů. To z něj dělá patrně vůbec nejúspěšnějšího bojového pilota v historii českého letectví. 
Zároveň náleží mezi sto nejlepších pilotů Luftwaffe dle počtu sestřelů. Za neobyčejnou statečnost na bojišti byl vyznamenán Rytířským křížem Železného kříže. Byl zlynčován sovětskými vojáky po nouzovém přistání v roce 1942 kdesi na Východní frontě.

## Život
Narodil se 13. srpna 1914 v severočeské Bílině u Teplic, v tehdejším Rakousko-Uhersku, v rodině Sudetských Němců. Po vstupu do německé armády ve 30. letech 20. století sloužil u 9. pěšího pluku (Infanterieregiment 9), než v roce 1936 přešel k Luftwaffe. V roce 1939 sloužil u stíhací eskadry JG 51. Piloti JG 51 získali více ocenění než kterákoliv jiná jednotka Luftwaffe a operovali na všech hlavních bojištích války; od Polska, přes Západní Evropu až po Rusko a Afriku.
V hodnosti nadporučíka (Oberleutnant) byl r. 1940 Krafft přidělen k 3./JG 51. Své první uznání získal, když 11. května 1940 u Rotterdamu sestřelil dvě stíhačky RAF typu Hawker Hurricane. Ještě během května byl zraněn ve vzdušném boji, což mělo za následek jeho značnou dobu mimo bojiště. V té době měl na svém kontě čtyři vítězné souboje.

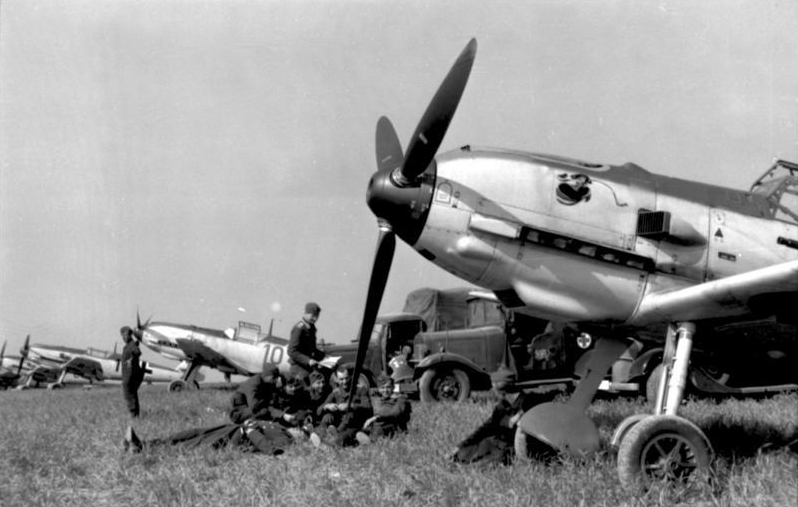
Čtyři stíhačky Bf 109 z eskadry JG 51 na polním letišti ve Francii (srpen 1940). Této kampaně se na těchto strojích účastnil i Krafft, kdy dosáhl svých prvních několika vzdušných vítězství.

Dne 11. listopadu 1940 byl jmenován kapitánem 3. letky (Staffelkapitän) JG 51 a vedl jednotku určenou k invazi do Ruska. První den invaze sestřelil čtyři ruská letadla a zaznamenal své páté až deváté bojové vítězství. Své desáté letecké vítězství zaznamenal 29. června, když sestřelil ruskou stíhačku Polikarpov I-16. Dne 31. srpna vznesl nárok na tři dvoumotorové bombardéry DB-3 (16-18). Svého 20. leteckého vítězství dosáhl 4. října, když si připsal další sestřel Polikarpova I-16. Dne 6. prosince sestřelil tři nepřátelská letadla a zaznamenal své 29. až 31. letecké vítězství. Do konce roku 1941 zvýšil své konto na 34 sestřelů. Dne 17. února 1942 sestřelil ruskou stíhačku I-16 a překonal hranici 40 leteckých vítězství. Dne 25. ledna 1942 byl vyznamenán Německým křížem (Deutsches Kreuz) a 18. března 1942 pak vyznamenán Rytířským křížem Železného kříže (Ritterkreuz) za 48 sestřelů zaznamenaných ve více než 300 misích.  
Dne 1. června 1942 vystřídal zraněného velitele I. skupiny z JG 51 Hauptmanna Josefa Fözu ve funkci.  V srpnu 1942 byla I./JG 51 převedena do Jesau[ujasnit] k přezbrojení na Fw 190 A-2 a A-3 a do akce se vrátila 6. září jako první jednotka, která představila nový stíhač na východní frontě. Krátce nato byla I./JG 51 přesunuta do leningradského sektoru, když se Sověti pokusili prorazit obležení Leningradu. Dne 30. září si připsal 60. letecké vítězství.

## Smrt
Krafft byl sestřelen dne 14. prosince 1942 ve svém Focke-Wulf  Fw 190 ruským protiletadlovým kanónem jižně od Belyi[ujasnit]. Havárii letadla přežil, ale byl ubit ruskými vojáky.

## Celková bilance
Heinrich Krafft absolvoval celkem 350 leteckých misí a při nichž dosáhl 78 leteckých vítězství, z nichž 74 získal na východní frontě, včetně nejméně devíti sestřelů letounů Il-2 Šturmovik, a 4 na západní frontě.